# Josef Wolfsthal

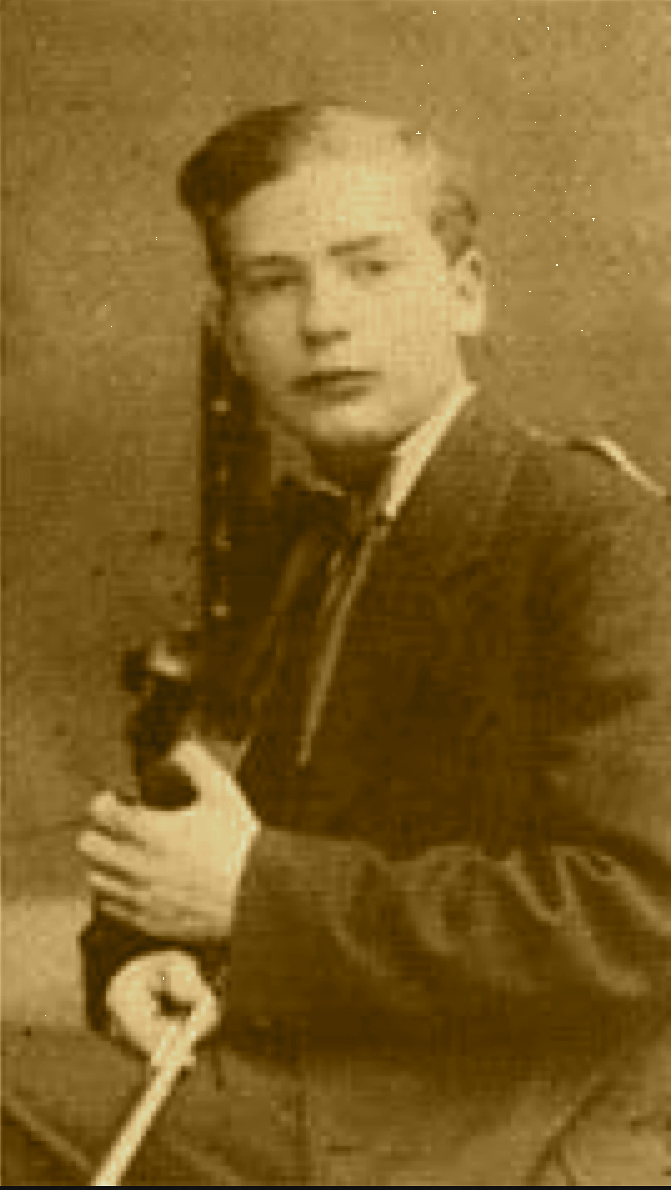
Josef Wolfsthal, um 1920

Josef Wolfsthal (* 12. Juni 1899 in Wien, Österreich-Ungarn; † 3. Februar 1931 in Berlin, Deutschland) war ein österreichischer Violinist, Konzertmeister mehrerer Orchester und Violinpädagoge.

## Familie und Ausbildung
Wolfsthals Familie stammte aus Galizien und war sehr musikalisch geprägt. Als die Eltern Lazar (auch Louis, * 1857 Tysmenitz, † 1915 Berlin) und Feige (geborene Horowitz; auch Fanny, * 1861 Tarnopol, † 1941 Berlin) um 1895 nach Wien zogen, änderten sie ihren ursprünglichen Namen Wolfthal auf Wolfsthal.
Lazar war Musiklehrer und bildete seine beiden Söhne Max (* 1884 Tarnopol; † 1933 Berlin) und Josef zu professionellen Geigern aus.
Josef erhielt bereits im Alter von vier Jahren ersten Geigenunterricht. 1906 zog die Familie nach Berlin-Schöneberg, wo Josef die Oberrealschule besuchte und gleichzeitig ab dem Alter von zehn Jahren sechs Jahre lang durch den ungarischen Violinisten Carl Flesch, einem der gesuchtesten und erfolgreichsten Lehrer seiner Zeit, ausgebildet wurde. Musiktheorie belegte er bei Arthur Willner, der ihm später seine Suite für Violine und Klavier, op. 32 widmete.
Wolfsthal heiratete im November 1923 Ruth Landau (* 1900 in Berlin, † 1971). 1929 heiratete er in zweiter Ehe die Pianistin Olga Band (* 1898 Wien; † 1984 Great Neck, USA), die von 1920 bis 1926 mit dem Dirigenten Georg Szell verheiratet gewesen war und nach Wolfsthals Tod 1937 den Cellisten Benar Heifetz heiratete.
Josef und Olga hatten eine Tochter, Susanne (später Susan Florence Finman, * 11. Dezember 1928 in Berlin; † 15. März 2008 in Fitchburg (Wisconsin)).

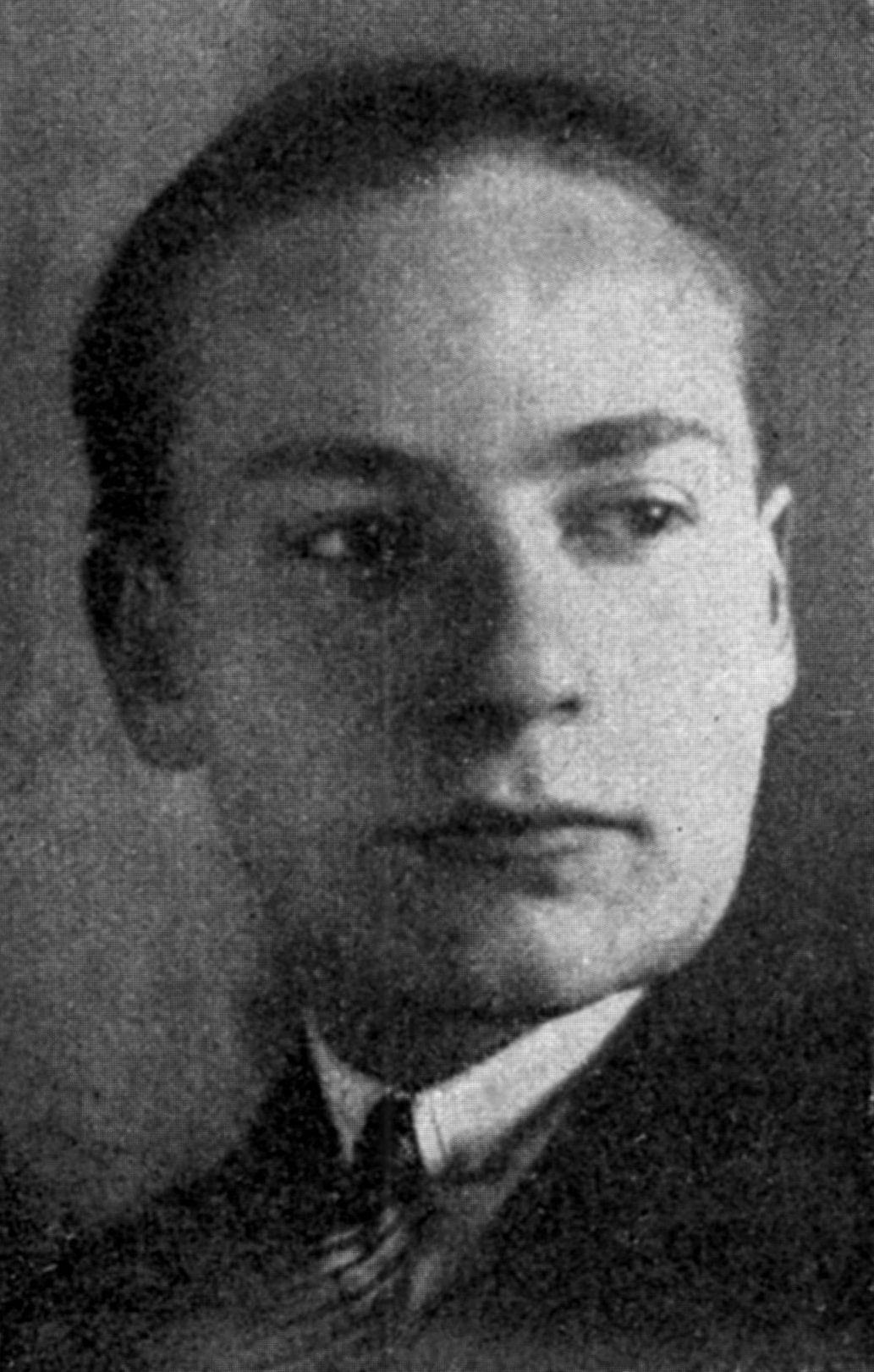
Josef Wolfsthal, um 1924

## Engagements
Wolfsthal debütierte mit gutem Gelingen Anfang Dezember 1915 im Berliner Bechsteinsaal mit Werken von Johann Sebastian Bach, Ludwig van Beethoven und Giuseppe Tartini. Sein Debüt mit den Berliner Philharmonikern folgte am 7. April 1916, bei dem er zusammen mit Carl Flesch Bachs Doppelkonzert für zwei Violinen d-Moll BWV 1043 unter der Leitung von Camillo Hildebrand (1876–1953) bestritt. Flesch empfahl ihm danach, zunächst eine Orchesterstelle zu übernehmen.
So begann Wolfsthal seine Karriere 1919 als Erster Konzertmeister beim Philharmonischen Orchester Bremen als Nachfolger von Georg Kulenkampff. Während der Saison 1920/21 arbeitete er in gleicher Funktion bei der Stockholmer Konzertgesellschaft und war ab Herbst 1921 einer der Konzertmeister des Orchesters der Berliner Staatsoper, der renommierten Staatskapelle Berlin.
Er wurde von Richard Strauss protegiert, der dieses Orchester oft dirigierte. Wolfsthal ist in Strauss’ erster Einspielung von Ein Heldenleben zu hören und ebenso in der zweiten Aufnahme von Molières Der Bürger als Edelmann, in der er insbesondere im Tanz der Schneider brilliert.
1926 wurde Wolfsthal Dozent an der Berliner Hochschule für Musik, bereits im Mai 1927 erfolgte seine Ernennung zum Professor als Nachfolger von Carl Markees. Zu seinen Studenten gehörten Szymon Goldberg, Kōichi Kishi und Kurt Sydow, privat unterrichtete er Marianne Liedtke (später als Maria Lidka bekannt geworden).
Als im Herbst 1928 Otto Klemperer allein über die hundertsechs Musiker der Staatskapelle, die ihm für die Krolloper zugeteilt worden waren, verfügen konnte, stellte er Wolfsthal und Max Strub als eigene Konzertmeister ein. Kombinationen von Bach mit zeitgenössischen Komponisten wie Igor Strawinsky, Kurt Weill und Paul Hindemith waren charakteristisch für Klemperers Zeit an der Krolloper
Als Beispiel ist ein Staatskapellenkonzert vom 7. Februar 1929 zu nennen, das das 6. Brandenburgische Konzert (Solisten: Wolfsthal und Hindemith, Klemperer am Cembalo) mit Hindemiths Violinkonzert (Kammermusik Nr. 4, op. 36 Nr. 3, wiederum mit Wolfsthal als Solisten) kombinierte.
Am 2. Januar 1918 führten Flesch, Wolfsthal, Emil Bohnke (Bratsche), Alexander Schuster (Cello) und Artur Schnabel (Klavier) Schnabels Klavierquintett in der Berliner Singakademie erstmals auf.
Am 25. Januar 1930 war Wolfsthal in Wien Solist bei der Uraufführung des 1928 komponierten Violinkonzerts D-Dur von Karl Weigl.
Neben den Abenddiensten in der Oper und seiner pädagogischen Tätigkeit begleitete Wolfsthal häufig Sänger und Instrumentalisten bei ihren Recitals.
Er gab in mehreren Ländern Europas Konzerte, so in Polen (Łódź 1917), Österreich (Wien ab 1921), Frankreich (Paris 1925), den Niederlanden (1926), Spanien, Italien und der Schweiz.
Ab Herbst 1924 bildeten Wolfsthal, Gregor Piatigorski (Violoncello) und Leonid Kreutzer (Klavier) ein Klaviertrio. Im Herbst 1928 wurde Piatigorsky durch Emanuel Feuermann ersetzt. Nach Differenzen zwischen Feuermann und Kreutzer formierten sich im Jahr darauf Wolfsthal, Feuermann und Paul Hindemith (Bratsche) zu einem Streichtrio, während Wolfsthal und Kreutzer zusammen Sonatenabende gaben. Nach Wolfsthals Tod übernahm Szymon Goldberg seinen Platz im Trio.
Als er die Chance erhielt, zusammen mit anderen Musikern in die Vereinigten Staaten zu gehen, machte ihm seine zuweilen mangelnde Disziplin einen Strich durch diese Zukunftsaussicht: Piatigorsky tauchte eines Abends [etwa Oktober 1929] mit seinem neuen Manager Merrowitz [vielmehr: Alexander Marowitsch, Horowitz’ Freund und Manager] und dem Pianisten Vladimir Horowitz auf. Sie brauchten einen Geiger für ihre Amerika-Tournee. Wolfsthal war Piatigorskys Wahl. Feuermann, Kreutzer und einige andere waren beim Vorspiel anwesend, es wurde ein sehr komplexes, modernistisches Stück von Carl Schnitika, einem persönlichen Favoriten von Merrowitz, gespielt. Die Aufführung war eine Katastrophe. Wolfsthal war ein argloser Zigeuner: was er fühlte, tat er. Er fand das Stück schrecklich und begann nach der Hälfte zu improvisieren. Feuermann, der hinter ihm saß und die Noten las, war der einzige, der es bemerkte, so absolut war das Durcheinander. Er brüllte vor Lachen. Schließlich konnte sich Wolfsthal selbst nicht mehr zurückhalten und brach in ein unkontrollierbares Gelächter aus, das die Vorstellung zum Erliegen brachte. Merrowitz war empört. Letztlich begleitete der junge russische Geiger Nathan Milstein die anderen auf ihrer Reise in die Neue Welt.
Auch Flesch äußerte sich später kritisch über seinen früheren Schüler, den er menschlich und künstlerisch sehr gefördert hatte: Josef Wolfsthal war 10 Jahre alt, als ich seine Ausbildung übernahm. Mit 16 sprach ich ihn frei …, hielt es jedoch für besser, ihn vorerst ins Orchester zu stecken, um seinen musikalischen Horizont zu erweitern. Er galt … als einer der vorzüglichsten Geiger Deutschlands und namentlich seine Bogenführung grenzte ans Vollkommene. Doch wäre es ihm … kaum geglückt, die höchste Stufe zu erreichen, dann abgesehen davon, daß seinem Spiel keine charakteristische persönliche Note innewohnte, standen auch seine menschlichen Eigenschaften weit hinter seinen geigerischen Fähigkeiten zurück. Bei diesem Urteil spielen auch persönliche Konflikte, die Ende der 1920er Jahre zwischen Flesch und Wolfsthal entstanden waren, eine Rolle.
Im November 1930 zog sich Wolfsthal auf der Beerdigung eines Freundes eine Erkältung zu, die sich zu einer doppelseitigen Lungenentzündung entwickelte, an deren Folgen er mit 31 Jahren starb.
Seine Grabstelle auf dem Berliner Friedhof Heerstraße ist inzwischen eingeebnet worden.

## Nachruhm
Unter der Vielzahl der bedeutenden Talente, die Carl Flesch herangebildet hat, war Wolfsthal eines der größten und zugleich eine der ausgeprägtesten Individualitäten. Sein früher Tod hat eine fühlbare Lücke hinterlassen, denn Künstlerpersönlichkeiten dieser Größenordnung sind nicht allzu häufig.

Joachim W. Harnack: Grosse Geiger unserer Zeit, Seite 127. 4. überarbeitete und ergänzte Neuausgabe. Atlantis Musikbuch-Verlag, Zürich 1993. ISBN 3-254-00171-0.
He was described by Max Rostal as 'outstanding’, by Szymon Goldberg as 'stunning' and by Louis Krasner as 'an inspring musician in those footsteps one hoped to follow'. Julian Futter (1994). Beiheft zur Wolfsthal-CD BIDDULPH LAB 095.
Am 18. April 2016 fand im Kulturzentrum Gasteig in München im Rahmen der Vortragsreihe Im Kosmos großer Violinkunst. Berühmte Virtuosen und ihre Meisterklassen eine Veranstaltung mit dem Titel Carl Flesch und seine Schule: Josef Wolfsthal, Szymon Goldberg, Max Rostal, Roman Totenberg, Henryk Szeryng u. a. statt.

## Schallplatten
Während der 1920er Jahre wurden eine Vielzahl von Stücken mit Wolfsthal aufgenommen. Sein Stil wird als „rhythmisch korrekt mit staunenswerten Resultaten“, als „sehr konzentriert“, „von gepflegter Modernität“, als „süß“ und „die Portamentotechnik meidend“ beschrieben. Der Penguin Guide of Compact Discs beschreibt Wolfsthals Stil als „meisterhaft und atemberaubend“.

## CDs
- Beethoven, Violinkonzert, op. 61. Berliner Philharmoniker, Manfred Gurlitt (1929) / Beethoven, Romanze F-Dur, op. 50. Kapelle der Staatsoper Berlin, Helmuth Thierfelder (1925) / Mozart, Violinkonzert Nr. 5, KV 219. Staatskapelle Berlin, Frieder Weissmann (1928/29). PEARL GEMM 9387 (1989)
- Beethoven, Violinkonzert, op. 61. Kapelle der Staatsoper Berlin, Helmuth Thierfelder (1925) / Mendelssohn, Violinkonzert op. 64. Waldemar Liachowsky, Klavier (1925). BIDDULPH RECORDINGS LAB 095 (1994)
- Beethoven, Violinkonzert, op. 61. Berliner Philharmoniker, Manfred Gurlitt (1929) / Mozart, Violinkonzert Nr. 5, KV 219. Staatskapelle Berlin, Frieder Weissmann (1928/29). PRISTINE AUDIO PASC 239 (2010).

## Anmerkung
1. ↑   Tully Potter behauptet, Lazar Wolfsthal habe auch Sigmund Feuermann (1900–1952) unterrichtet, den Bruder des berühmten Cellisten Emanuel Feuermann. Dies dürfte aber auf einer Verwechslung mit Max Wolfsthal, Violinlehrer und Konzertmeister in Lemberg, beruhen.